# Церковь Благовещения Пресвятой Богородицы (Коленцы)
Церковь Благовещения Пресвятой Богородицы в селе Коленцы — православный храм Рязанской епархии, освящённый в честь православного праздника Благовещения Пресвятой Богородицы.
Обиходное название — Благовещенская церковь.
Церковь расположена в селе Коленцы Пронского уезда, Рязанской губернии (ныне — Старожиловский район Рязанской области).
Состояние — сохранена, частично разрушена. Статус — не действующая, объект культурного наследия Российской Федерации.

## История

### Период Российской Империи
На построение существовавшей в селе Коленцы каменной Благовещенской церкви с приделом Архангельским дано было дозволение в 1752 году по просьбе премьер-майора лейб-кампании вице-сержанта князя Григория Патрикеева сына Кильдишева и Московской первой гильдии купцов и игольной фабрики содержателей Николая и Ивана Панкратьевых детей Рюминых и железных заводов содержателя Степана Абрамова сына Абрамова, которая была освящена 23 октября 1775 года.
В 1871 году распространен был теплый придельный храм, в котором устроены два придела — в честь Архистратига Михаила и святого блаженного князя Александра Невского.
В состав прихода входили: село Коленцы — 264 двора, деревни Вельяминовка — 19 дворов, Волохово — 14 дворов и Выселки Волоховские (обе в 3-х верстах) — 13 дворов. Количество прихожан мужского пола — 943 человека, женского — 1122 человека.
Церковь отличается своим стройным ярусным силуэтом. Два её восьмерика (восьмигранника) поставлены на довольно сложное по объёму основание в виде трёхлепесткового многогранника, в свою очередь двухсветного. Высокая колокольня на западном конце трапезной тоже представляет композицию «восьмерик на восьмерике». Все переходы от объёма к объёму в храме и в колокольне сделаны через вспученные, слегка куполообразные, кровли, придающие силуэту постройки барочный, не прямолинейно-упрощенный, а живописный вид.
В 1872 году Московский купец потомственный почетный гражданин Александр Кузнецов пожертвовал священные церковные принадлежности для двух церковных приделов Благовещенской церкви, а именно: серебряно-позолоченный сосуд с такими же принадлежностями весом 2 фунта 10 золотников, 2 больших евангелия, обложенных вызолоченной латунью, 3 медных посеребренных люстры (из них одна — в 24, а другая — в 12 подсвечников), 2 напрестольных креста аплике, вызолоченных через огонь, бархатная плащаница, шитая золотом с футляром, 17 медных посеребренных подсвечников (из которых 12 больших к местным иконам и 6 выносных), бархатные воздухи, шитые золотом, 2 хоругви с бронзовыми ризами на их иконах, 2 запрестольные иконы Божией Матери, 2 запрестольных креста, 12 месячных миней, 3 служебника, большой требник и книжица разных прошений. Всего на общую сумму 1500 рублей, за что ему Рязанским епархиальным начальством было испрошено благословение Священного Синода. (1871/72, № 12)
По штату 1873 года в причте положены 1 священник и 1 псаломщик.

### Период после 1917 года
Во времена Советской власти начались массовые гонения со стороны государственных органов на духовных лиц, а также была организована работа по изъятию церковных ценностей, по разрушению и перепрофилированию, занимаемых ими зданий. Многие церкви были разрушены.
Накануне Великой Отечественной войны была закрыта и Благовещенская церковь в селе Коленцы, которая в последующем использовалась под склад для хранения зерна. В последние десятилетия заброшена и частично разрушена.
В 1960-е годы в целях дальнейшего улучшения дела по охране памятников архитектуры, Благовещенская церковь в селе Коленцы была отнесена к памятникам архитектуры РСФСР, подлежащих охране и имеющих государственное значение.

## Достопримечательности церкви
На кресте, находящемся на сохранившемся куполе Благовещенской церкви, указаны годы постройки храма.
Внутри храма сохранились остатки росписи и фрагмент деревянной иконы.
Фрагмент росписи «Страшный суд» обладает необыкновенным свойством — едва заметный невооружённым глазом, он проявляется очень чётко при фотографировании.
Благовещенская церковь в селе Коленцы вошла в число претендентов, проводимого Управлением туризма Рязанской области, конкурса «7 чудес Рязанской области».

## Известные священно и церковнослужители храма

### Священнослужители
- Тимофей Михайлов — упом. в 1770 г.
- Андрей Симеонов — упом. в 1780—1817 г.
- Василий Андреев Калинин — упом. с 3 июля 1817—1853 г.
- Пётр Васильевич Калинин (по штату 1873 — настоятель прихода) — упом. с 1853—1894 г.
- Сергий Райнов — упом. с 1894 г.

### Церковнослужители
- Василий Александров Зимин, пономарь — упом. с 1828—1857 г.

Исправляющие должности псаломщиков (1873—1885 годы)
- Полисов Григорий, диакон (по штату 1873 — штатный) — упом. с 1873—1885 г.

Штатные псаломщики (с 1885 года)
- Гридин (Гриднев) Стефан †1890 — упом. с 1885—1890 г.
- Алякрин Петр — упом. с 1890—1894 г.

Сверх штата
- Любомудров Иоанн, дьячок (по штату 1873 — сверхштатный) — 1873—1881 г.
- Гридин (Гриднев) Стефан †1890, причетник — 1881—1885 г.
- Пётр Константинович Коротаев, пономарь (по штату 1873 — сверхштатный) — упом. с 1857 г.[1][3][5][12][13][14]

## Галерея

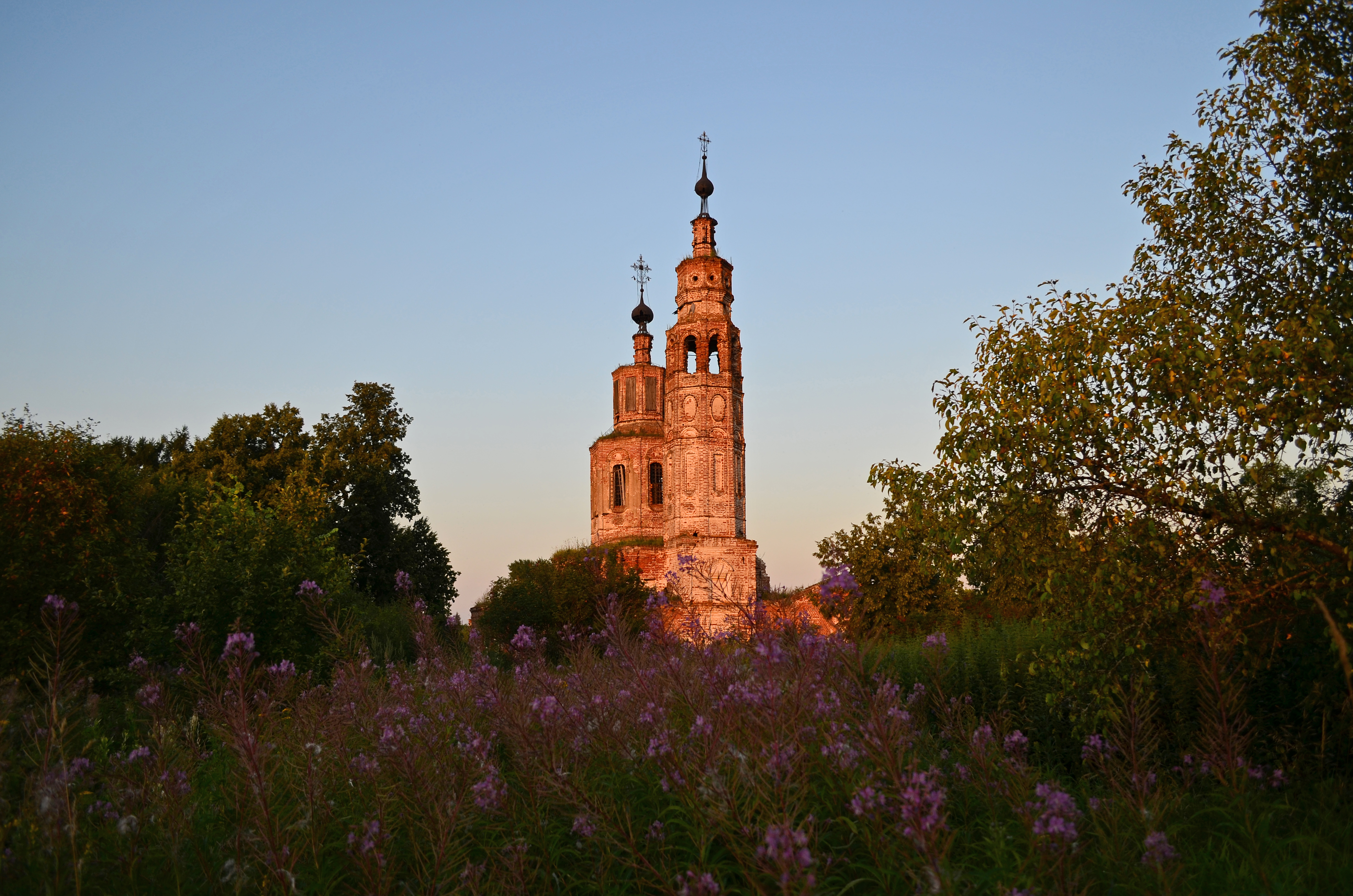
Церковь Благовещения в с.Коленцы.
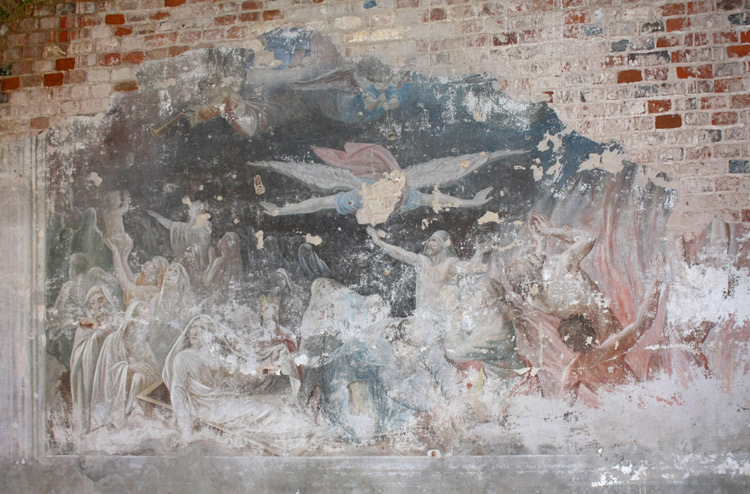
Церковь Благовещения Пресвятой Богородицы в селе Коленцы, 2010 год.
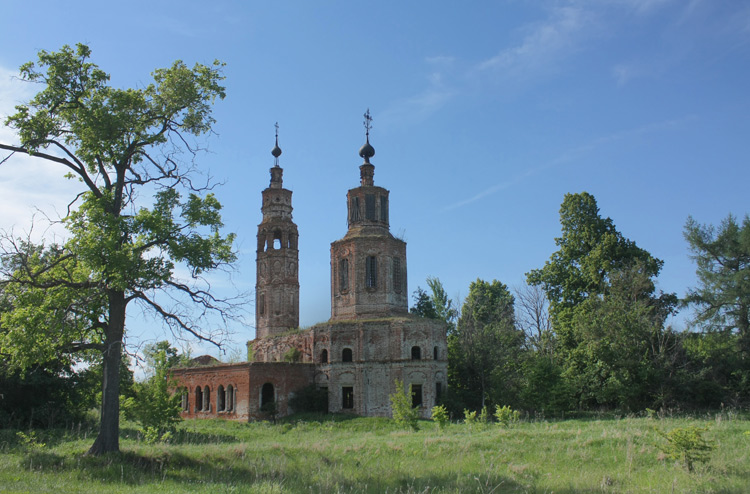
Церковь Благовещения Пресвятой Богородицы в селе Коленцы, 2010 год.
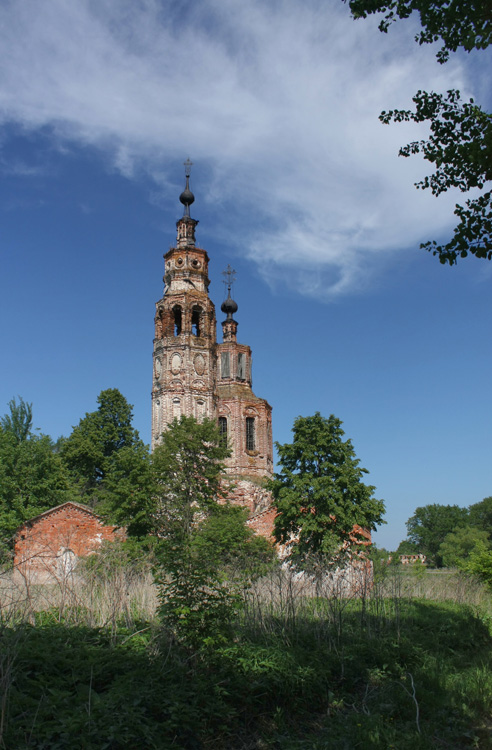
Церковь Благовещения Пресвятой Богородицы в селе Коленцы, 2010 год.
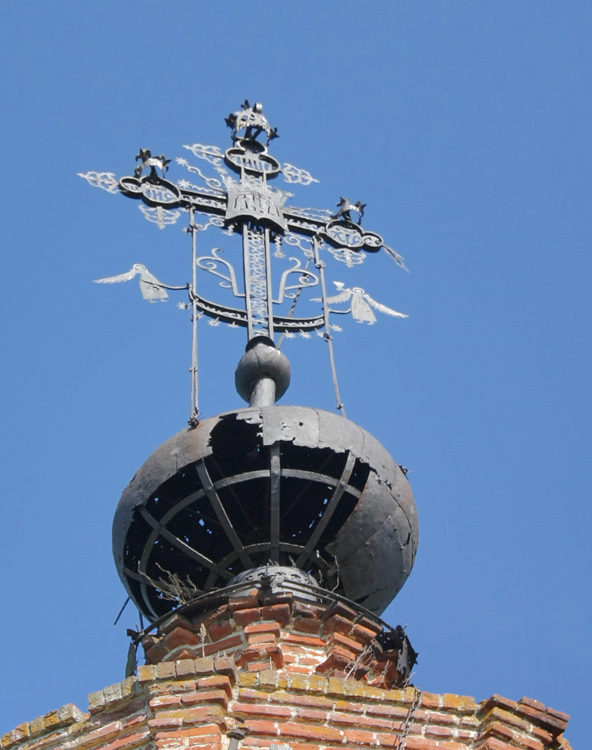
Церковь Благовещения Пресвятой Богородицы в селе Коленцы, 2010 год.